# يانغ أفريكانز
نادي الشباب الأفارقة الرياضي (بالإنكليزية: Young Africans Sports Club) ويعرف اختصاراً باسم يانغ أفريكانز هو نادي كرة قدم تنزاني مقره مدينة دار السلام. يلعب الفريق معظم مبارياته المنزلية على ملعب بينجامين مكابا الوطني (الملعب الوطني) وتبلغ سعته 60,000. يعتبر النادي من أعظم الأندية في كرة القدم التنزانية وغريمه التقليدي هو نادي سيمبا. ألوان الفريق هم الأصفر والأخضر. سبق للنادي أن شارك في ثمان نسخ من دوري أبطال أفريقيا أعوام 1997، 1998، 2001، 2006، 2007، 2009 و2010 و2012 وهو يستعد لخوض المشاركة التاسعة عام 2013.
فاز بلقب الدوري التنزاني الممتاز 18 مرة وهو أكثر فريق حقق هذا اللقب.